# Poço direcional
Um poço direcional, relacionado com uma perfuração direcional do mesmo, é realizado quando o objetivo da perfuração não se encontra na mesma vertical da localização da sonda, sendo necessária a utilização de técnicas e equipamentos específicos não utilizados na perfuração de poços verticais.
São utilizados quando tem-se:
- a necessidade de controlar-se ou acessar-se trechos de poços verticais.
- a localização do objetivo torna-se inacessível à perfuração vertical, ou em grande afastamento.
- a perfuração é realizada em solo salino.
- os poços apresentam estruturas múltiplas.
- necessita-se de poços de alívio.
- pretende-se que o poço final tenha trecho predominantemente na horizontal (quando então são ditos poços horizontais)
- poços destinados a cruzar rios ou massas de água (no jargão do meio, poços river crossing).

A perfuração direcional pode ser dividida em três grupos principais: "Perfuração Direcional de Campo de Petróleo",  Oilfield, "perfuração direcional utilitário de instalação" (perfuração direcional horizontal ou HDD, do inglês Horizontal Directional Drilling) perfuração plana e perfuração direcional no leito (in-seam, ou Coal Bed-methane, metano no leito de carvão).